# Giovanni Carnovali
Giovanni Carnovali zvaný Il Piccio (29. září 1804, Montegrino Valtravaglia – 5. července 1873, Coltaro) byl italský malíř.
Již v 11 letech byl přijat do malířské akademie v Bergamu, kterou vedl Giuseppe Diotti. V mládí podnikl několik delších studijních cest na jih Itálie (Řím, Parma, Neapol). Dlouhou dobu působil v Miláně. Zprvu se inspiroval uměním 16. a 17. století a vynikl v portrétní tvorbě. V pozdějším věku se u něho projevila tendence ke změkčení linie a méně popisnému způsobu malby, k čemuž dospěl pod vlivem Correggia, Andrea Appianiho a francouzského umění, jež spatřil na výstavě v Paříži roku 1840.